# Cantó de Fécamp
El cantó de Fécamp és un cantó francès del departament del Sena Marítim, situat al districte de Le Havre. Té 13 municipis i el cap és Fécamp.

## Municipis
- Criquebeuf-en-Caux
- Épreville
- Fécamp
- Froberville
- Ganzeville
- Gerville
- Les Loges
- Maniquerville
- Saint-Léonard
- Senneville-sur-Fécamp
- Tourville-les-Ifs
- Vattetot-sur-Mer
- Yport

## Història
| Data d'elecció                           | Identitat           | Partit                                      | Qualitat |
| ---------------------------------------- | ------------------- | ------------------------------------------- | -------- |
| 1945-19..                                | M. Couturier        | RI                                          |          |
| 19..-1961                                | Richard Pranzo      | Radical                                     |          |
| 1961-1967                                | Maurice Sadorge     | Divers droite, després UDR                  |          |
| 1967-1979                                | Richard Pranzo      | Radical, després MRG, després divers gauche |          |
| 1979-1998                                | Jean-Pierre Deneuve | UDF                                         |          |
| 1998-2004                                | Jean-Claude Michel  | PS                                          |          |
| 2004-                                    | Patrick Jeanne      | PS                                          |          |
| les dades anteriors no són pas conegudes |                     |                                             |          |
|                                          |                     |                                             |          |

## Demografia
| A partir de 1990: Població sense dobles comptes |